# Romana Jordan
Romana Jordan (ur. 8 stycznia 1966 w Celje) – słoweńska polityk i inżynier, posłanka do Parlamentu Europejskiego VI i VII kadencji.

## Życiorys
W 1990 ukończyła elektrotechnikę na Uniwersytecie Lublańskim. W 2001 obroniła doktorat z zakresu inżynierii nuklearnej. Przez kilkanaście lat pracowała naukowo w Instytucie Jožefa Stefana. Została przewodniczącą Stowarzyszenia Ekspertów Nuklearnych Słowenii.
W latach 1998–2002 była przewodniczącą komitetu miasta Domžale, następnie przez dwa lata radną tej miejscowości. W 2004 z listy Słoweńskiej Partii Demokratycznej uzyskała mandat posłanki do Parlamentu Europejskiego. W wyborach w 2009 skutecznie ubiegała się o reelekcję.